# Nafissatou Thiam
Nafissatou "Nafi" Thiam (Bruxelas, 19 de agosto de 1994) é uma atleta belga, tricampeã olímpica e bicampeã mundial do heptatlo.

## Carreira
Começou no atletismo aos sete anos de idade e aos 15 venceu o heptatlo na sua faixa etária no campeonato nacional de atletismo. Na adolescência tinha como ídolo e referência a heptatleta campeão olímpica e mundial sueca Carolina Klüft.  Em seu primeiro ano como atleta júnior internacional, foi 14ª colocada no Campeonato Mundial Júnior de Atletismo de 2012, em Barcelona, Espanha. No ano seguinte, quebrou o recorde mundial júnior do heptatlo numa competição em Ghent, na Bélgica, com 4558 pontos, superando o antigo recorde que vigorava desde 2002 e pertencia à sua inspiradora Kluft, em seus tempos de juvenil; a marca, porém, não pode ser homologada oficialmente porque não havia no momento da competição um sistema oficial de controle antidoping aprovado pela IAAF, o que só pode ser feito no dia seguinte, fora do prazo exigido. Mesmo não oficialmente foi a primeira atleta belga a quebrar de facto um recorde mundial. Em julho do mesmo ano, ganhou a medalha de ouro da modalidade no Campeonato Europeu Júnior de Atletismo, em Rieti, com um novo recorde belga de 6298 pontos.
Em 2014 conquistou a medalha de bronze no Campeonato Europeu de Atletismo, com a marca de 6423 pontos, novo recorde nacional, em Zurique, na Suíça. Competindo em seus primeiros Jogos Olímpicos na Rio 2016, Thiam tornou-se campeã olímpica com a marca de 6810 pontos, novo recorde belga, derrotando a britânica Jessica Ennis-Hill, campeã olímpica em Londres 2012, campeã mundial em Pequim 2015 e dominante na modalidade, que tentava o bicampeonato olímpico e ficou com a medalha de prata. Na prova, Thiam quebrou seus recordes pessoais em cinco das sete modalidades do heptatlo. Foi a porta-bandeira da delegação belga na cerimônia de encerramento dos Jogos.
Foi campeã mundial do heptatlo em Londres 2017, o primeiro atleta da Bélgica a ganhar uma medalha de ouro em campeonatos mundiais. Em Doha 2019 ficou com a medalha de prata  e em Eugene 2022 conquistou o bicampeonato mundial com 6947 pontos.
Uma lesão no tendão de Aquiles a impediu de participar do Campeonato Mundial de Atletismo de 2023, em Budapeste; recuperada, em Paris 2024 venceu novamente a prova com um total de 6880 pontos, sua melhor marca olímpica, tornando-se a primeira  tricampeã olímpica do heptatlo.

## Melhores marcas pessoais
| Evento          | Pontos | Local    | País    | Data         |
| --------------- | ------ | -------- | ------- | ------------ |
| Heptatlo        | 7013   | Götzis   | Áustria | 28 maio 2017 |
| Pentatlo indoor | 5055   | Istambul | Turquia | 3 março 2023 |

Fonte: Nafissatou Thian Profile Personal Bests World Athletics

## Vida pessoal
Filha de mãe belga e pai senegalês, Thiam é treinada por Roger Lespagnard, ex-atleta olímpico do decatlo e político belga, e compete pelo RFCL, clube de atletismo de Liége. Também estuda Geografia na Universidade de Liége. Desde 2017 ela se tornou embaixadora oficial da UNICEF, mesmo ano em que foi eleita Atleta do Ano pela World Athletics.